# فرار (آلبوم کلی کلارکسون)
«فرار» (به انگلیسی: Breakaway) آلبومی از کلی کلارکسون است که در ۳۰ نوامبر ۲۰۰۴ منتشر شد.
این آلبوم در چارت ایرلند در رتبه اول قرار گرفت.و در سال 2006 برنده جایزه گرمی بهترین آلبوم آواز پاپ شد.